# Daria de Beauharnais
Daria Evgenevna de Beauharnais (in russo Дарья Евгеньевна Богарнэ, Dar'ja Evgen'evna Boharnė; San Pietroburgo, 19 marzo 1870 – Leningrado, 5 novembre 1937) è stata una nobildonna russa.

## Biografia
Nacque nel Palazzo Mariinskij di san Pietroburgo, nell'allora impero russo, dal principe Evgenij Maksimilianovič di Leuchtenberg e della sua prima moglie morganatica, Dar'ja Opochinina.
Rimasta quasi subito orfana di madre, fu affidata alle cure della nonna e delle zie.
Studiò a Parigi e in Germania.
Durante la prima guerra mondiale Daria frequentò i corsi di infermieri.
Allo scoppio della  Rivoluzione di febbraio, si dice che abbia ordinato di alzare una bandiera rossa sopra l'infermeria.
Ma nel mese di ottobre 1917 andò in Germania, dove prese la cittadinanza bavarese.
Nel 1927 prese la cittadinanza sovietica.

## Matrimoni
Il 7 settembre 1893 a Baden-Baden sposò il principe Lev Kočubej (1862-1927), figlio di Michajl.
Dal matrimonio nacquero tre figli, Feinberg Lvič nel 1894, Elena Lvovna nel 1898 e Natal'ja Lvovna nel 1899.
La coppia divorziò nel 1910.
In seconde nozze sposò nel 1911 il barone Vladimir von Grevenits, ma anche tale matrimonio si sciolse presto, nel 1913.
Il terzo marito era un cittadino austriaco, Viktor Markizetti (1874-1938).

## Morte
Morì il 5 novembre 1937 per fucilazione, in quanto, insieme al suo terzo marito, fu accusata di spionaggio contro l'Unione Sovietica.

## Ascendenza
|                                                            |                         |                                          | Genitori                                |  |  | Nonni |  |  | Bisnonni                                      |  |  | Trisnonni                          |  |
|                                                            |                         |                                          |                                         |  |  |       |  |  | Eugène de Beauharnais, I duca di Leuchtenberg |  |  | Alexandre, visconte di Beauharnais |  |
|                                                            |                         |                                          |                                         |  |  |       |  |  | Eugène de Beauharnais, I duca di Leuchtenberg |  |  | Alexandre, visconte di Beauharnais |  |
|                                                            |                         | Marie-Josèphe-Rose Tascher de La Pagerie |                                         |  |  |       |  |  | Eugène de Beauharnais, I duca di Leuchtenberg |  |  |                                    |  |
| Maximilian de Beauharnais, III duca di Leuchtenberg        |                         |                                          |                                         |  |  |       |  |  | Eugène de Beauharnais, I duca di Leuchtenberg |  |  |                                    |  |
|                                                            |                         | Auguste von Bayern                       | Maximilian I Joseph von Bayern          |  |  |       |  |  |                                               |  |  |                                    |  |
|                                                            |                         | Auguste von Bayern                       | Maximilian I Joseph von Bayern          |  |  |       |  |  |                                               |  |  |                                    |  |
|                                                            |                         | Auguste von Bayern                       | Auguste Wilhelmine von Hessen-Darmstadt |  |  |       |  |  |                                               |  |  |                                    |  |
| Evgenij Maksimilianovič Romanowsky, V duca di Leuchtenberg |                         | Auguste von Bayern                       |                                         |  |  |       |  |  |                                               |  |  |                                    |  |
|                                                            |                         | Nikolaj I Pavlovič Romanov               | Pavel I Petrovič Romanov                |  |  |       |  |  |                                               |  |  |                                    |  |
|                                                            |                         | Nikolaj I Pavlovič Romanov               | Pavel I Petrovič Romanov                |  |  |       |  |  |                                               |  |  |                                    |  |
|                                                            |                         | Nikolaj I Pavlovič Romanov               | Sophie Dorothee von Württemberg         |  |  |       |  |  |                                               |  |  |                                    |  |
| Marija Nikolaevna Romanova                                 |                         | Nikolaj I Pavlovič Romanov               |                                         |  |  |       |  |  |                                               |  |  |                                    |  |
|                                                            |                         | Charlotte von Preußen                    | Friedrich Wilhelm III von Preußen       |  |  |       |  |  |                                               |  |  |                                    |  |
|                                                            |                         | Charlotte von Preußen                    | Friedrich Wilhelm III von Preußen       |  |  |       |  |  |                                               |  |  |                                    |  |
|                                                            |                         | Charlotte von Preußen                    | Luise von Mecklenburg-Strelitz          |  |  |       |  |  |                                               |  |  |                                    |  |
| Dar'ja Evgen'evna Boharnė                                  |                         | Charlotte von Preußen                    |                                         |  |  |       |  |  |                                               |  |  |                                    |  |
|                                                            | Fëdor Petrovič Opočinin | Pyotr Mikhailovič Opočinin               |                                         |  |  |       |  |  |                                               |  |  |                                    |  |
|                                                            | Fëdor Petrovič Opočinin | Pyotr Mikhailovič Opočinin               |                                         |  |  |       |  |  |                                               |  |  |                                    |  |
|                                                            | Fëdor Petrovič Opočinin | Alexandra Fedorovna Ladyzhenskaya        |                                         |  |  |       |  |  |                                               |  |  |                                    |  |
| Konstantin Fëdorovič Opočinin                              | Fëdor Petrovič Opočinin |                                          |                                         |  |  |       |  |  |                                               |  |  |                                    |  |
|                                                            |                         | Dar'ja Michajlovna Kutuzova              | Michail Illarionovič Kutuzov            |  |  |       |  |  |                                               |  |  |                                    |  |
|                                                            |                         | Dar'ja Michajlovna Kutuzova              | Michail Illarionovič Kutuzov            |  |  |       |  |  |                                               |  |  |                                    |  |
|                                                            |                         | Dar'ja Michajlovna Kutuzova              | Ekaterina Il'inična Bibikova            |  |  |       |  |  |                                               |  |  |                                    |  |
| Dar'ja Konstantinovna Opočinina                            |                         | Dar'ja Michajlovna Kutuzova              |                                         |  |  |       |  |  |                                               |  |  |                                    |  |
|                                                            |                         | Ivan Nikitič Skobelev                    | …                                       |  |  |       |  |  |                                               |  |  |                                    |  |
|                                                            |                         | Ivan Nikitič Skobelev                    | …                                       |  |  |       |  |  |                                               |  |  |                                    |  |
|                                                            |                         | Ivan Nikitič Skobelev                    | …                                       |  |  |       |  |  |                                               |  |  |                                    |  |
| Vera Ivanovna Skobeleva                                    |                         | Ivan Nikitič Skobelev                    |                                         |  |  |       |  |  |                                               |  |  |                                    |  |
|                                                            |                         | Nadežda Dmitrievna Durova                | …                                       |  |  |       |  |  |                                               |  |  |                                    |  |
|                                                            |                         | Nadežda Dmitrievna Durova                | …                                       |  |  |       |  |  |                                               |  |  |                                    |  |
|                                                            |                         | Nadežda Dmitrievna Durova                | …                                       |  |  |       |  |  |                                               |  |  |                                    |  |
|                                                            |                         | Nadežda Dmitrievna Durova                |                                         |  |  |       |  |  |                                               |  |  |                                    |  |